# Campo Raso
O  Campo Raso é um povoado português localizado na freguesia da Candelária, concelho da Madalena do Pico, ilha do Pico, arquipélago dos Açores.
Nesta localidade encontra-se construída a Ermida de Nossa Senhora de Fátima, bem como a Ermida de Nossa Senhora Mãe da Igreja.